# ATP Challenger Turin
Das ATP Challenger Turin (offizieller Name: Piemonte Open Intesa Sanpaolo) ist ein Tennisturnier in Turin, das 2015 und 2016 sowie seit 2023 jährlich stattfindet. Es ist Teil der ATP Challenger Tour und wird im Freien auf Sandplatz ausgetragen.

## Liste der Sieger

### Einzel
| Jahr                         | Sieger            | Finalgegner         | Ergebnis       |
| ---------------------------- | ----------------- | ------------------- | -------------- |
| 2025                         | Alexander Bublik  | Bu Yunchaokete      | 6:3, 6:3       |
| 2024                         | Francesco Passaro | Lorenzo Musetti     | 6:3, 7:5       |
| 2023                         | Dominik Koepfer   | Federico Gaio       | 6:75, 6:2, 6:0 |
| 2017–2022: nicht ausgetragen |                   |                     |                |
| 2016                         | Gastão Elias      | Enrique López Pérez | 3:6, 6:4, 6:2  |
| 2015                         | Marco Cecchinato  | Kimmer Coppejans    | 6:2, 6:3       |

### Doppel
| Jahr                         | Sieger                                | Finalgegner                     | Ergebnis           |
| ---------------------------- | ------------------------------------- | ------------------------------- | ------------------ |
| 2025                         | Ariel Behar Joran Vliegen             | Robin Haase Hendrik Jebens      | 6:2, 6:4           |
| 2024                         | Harri Heliövaara Henry Patten         | Andreas Mies Neal Skupski       | 6:3, 6:3           |
| 2023                         | Andrei Golubew Denys Moltschanow      | Nathaniel Lammons John Peers    | 7:64, 6:76, [10:5] |
| 2017–2022: nicht ausgetragen |                                       |                                 |                    |
| 2016                         | Andrej Martin Hans Podlipnik-Castillo | Rameez Junaid Mateusz Kowalczyk | 4:6, 7:63, [12:10] |
| 2015                         | Wesley Koolhof Matwé Middelkoop       | Dino Marcan Antonio Šančić      | 4:6, 6:3, [10:5]   |